# Bottnakarlarna
Bottnakarlarna eller botnakarl, var från medeltiden ett tillnamn på borgare i Stockholm som reste till Västerbotten och Österbotten för att bedriva handel med bönderna där. Många var bördiga från dessa områden, men kom sedan att slå sig ner i Stockholm till skillnad från landsköpmännen som bodde kvar och var bönder i Norrland. Deras skepp kallades bottneskutor.
År 1477 omtalas i en notis i Stockholms stads tänkeböcker under rubriken Botnakarlarne att dessa inte endast bedrev handel på övre Bottenviken, utan också var borgare i Stockholm. De var förbjudna vid 40 marks böter att segla på Norrebotn om de inte hade någon som i sitt ställe gjorde vårdvaka i huvudstaden. De sålde framför allt päls, säl och lax i Stockholm, och bytte varorna fram till 1482 med spannmål. Bottnakarlarna gjorde även resor utrikes, till bland annat Tyskland.
Den äldsta notisen om bottnakarlar återfinns i Stockholms stads jordebok. Denna är från 1444 då en Hanis skräddare från "Nörra butn" omnämns. År 1465 omnämns en Erik Jonsson med hemvist i "Norrebodhnin i Roswik". Fem år senare, 1470, omtalas Torneå i en bokföringspost i Stockholms kämnärsräkenskaper när 5 mark i skatt uppburits av "Henrek laxekarl".
Under 1480-talet blir notiserna om bottnakarlarna i Stockholm allt talrikare. Luleåborna dominerar, tätt följda av Österbottenssocknarna Närpes, Mustasaari (nuvarande Korsholm) och Pedersöre. Piteå och Torneå förekommer ej sällan, under det att socknarna Umeå och Bygdeå ej synes ha haft så intima relationer med huvudstaden som de nordligare i det tidigare landskapet Västerbotten.
Anledningen till att norrbottningar (så kallades under medeltiden invånare från dagens Västerbotten och Norrbotten) skaffade sig så goda försänkningar i Stockholm hade att göra med existensen av det bottniska handelstvånget. Eftersom det ej var tillåtet att segla på utrikes hamnar från den exportregion Norrbotten på medeltiden utgjorde, fann många inom handeln verksamma från detta område det för gott att själva etablera sig i stapelstaden Stockholm. En följd därav blev att många norrbottningar motsatte sig en liberalisering av handelspolitiken. Anders Svensson Bjur från Bensbyn som blev borgmästare i Stockholm 1498 stod i till exempel i opposition till Sten Sture den äldre, som ville göra det möjligt för fler städer än Stockholm och Åbo att bedriva utrikes handel.
Det bör tilläggas att även andra stockholmare än norrlänningar specialiserat sig på handeln med Bottenviken.